# Helmut Schauer (Gewerkschafter)

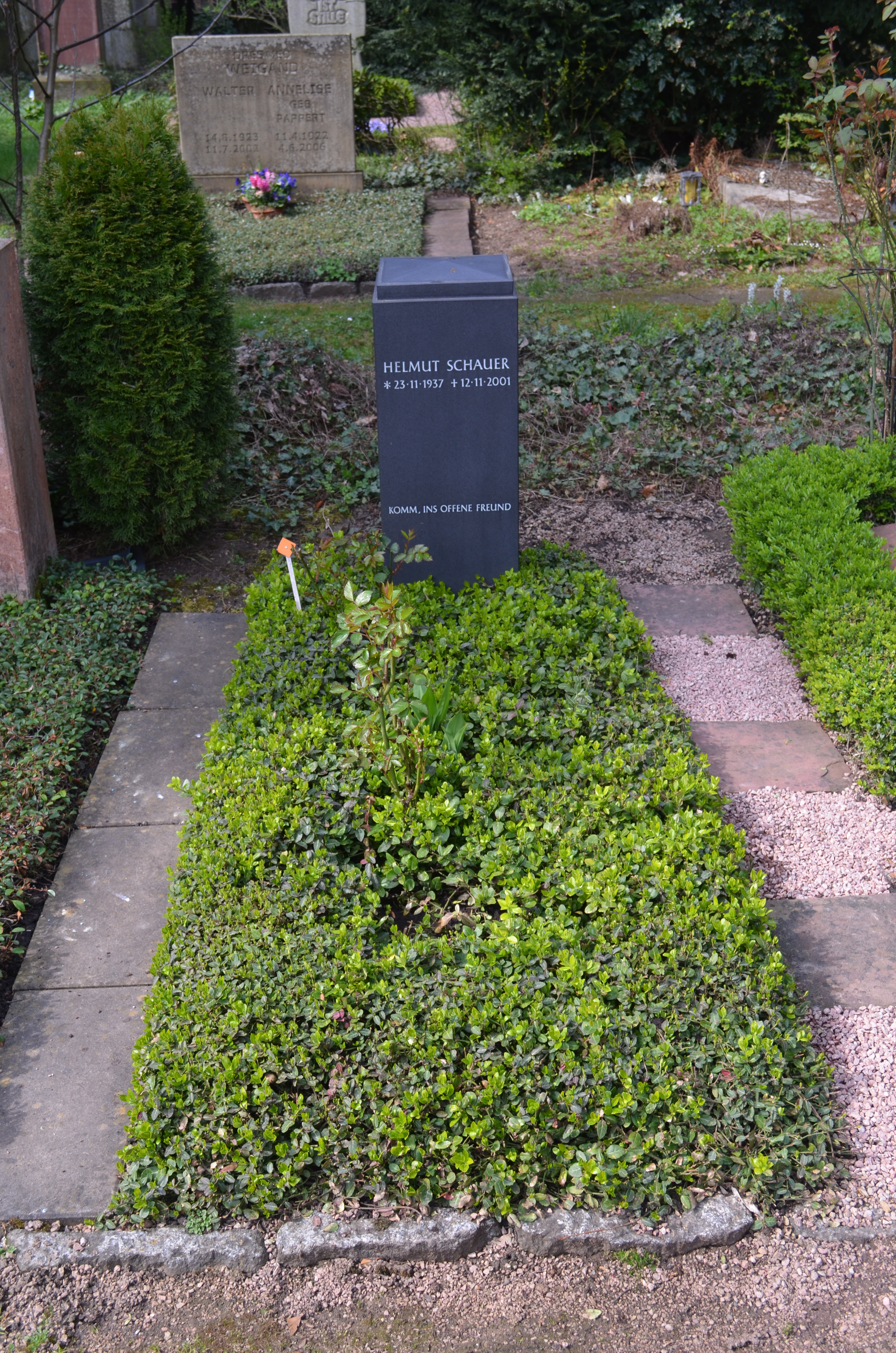
Grab von Helmut Schauer auf dem Hauptfriedhof Frankfurt

Helmut Schauer (* 23. November 1937 in Stuttgart; † 12. November 2001 in Frankfurt am Main) war ein linkssozialistischer deutscher Gewerkschafter der IG Metall und früherer Bundesvorsitzender des Sozialistischen Deutschen Studentenbunds (SDS).

## Leben
Als Sohn einer Textilwirkerin und eines Flaschners besuchte Schauer von 1943 bis 1951 die Volksschule. Nach einer Mechanikerlehre (Facharbeiterabschluss 1956) arbeitete er mehrere Jahre in verschiedenen Firmen und war bei den Naturfreunden aktiv und lernte dort Fritz Lamm kennen, der sein politischer Lehrer wurde. Schauer, der auch Sekretär des Verbands der Kriegsdienstverweigerer (VK) war, gehörte 1958 in Köln zum Umfeld von Georg Jungclas. Zusammen mit dem und Heinz Beinert gelang Schauer am 26. November 1958 ein publicityträchtiger Coup, mit dem sie auf den Kolonialkrieg Frankreichs in Algerien aufmerksam machen und für die algerische Unabhängigkeit werben konnten.

„Wir wollten halt irgendwie die Algerier unterstützen und haben das Treffen zwischen Adenauer und de Gaulle, das ziemlich groß in der Öffentlichkeit annonciert war, als 'ne prima Gelegenheit gesehen. Wir wollten einfach ein Zeichen setzen, so 'ne kleine Aktion, die ein bißchen Wirbel machen sollte. Also sind wir zu dritt nach Kreuznach gefahren in 'nem alten VW-Käfer, haben uns die FLN-Fahne auf den Kühler gemacht und sind dann – da gibt's so eine Allee auf ein Schloß zu – auf- und abgefahren. Das war eine furchtbare Aufregung. Ich glaube, französische Journalisten wollten uns die Fahne vom Auto reißen, und dann hat uns bald die Polizei festgenommen und für ein paar Stunden festgehalten. Jungclas hat sich auf den Herrn Bundestagsabgeordneten Hans-Jürgen Wischnewski berufen, es gab ein paar Telefonate – und dann haben sie uns wieder laufen lassen.“

1961 konnte Schauer dank eines Stipendiums der Stiftung Mitbestimmung ein Studium an der damaligen Akademie für Wirtschaft und Politik in Hamburg aufnehmen, das er 1963 als graduierter Volkswirt abschloss. Im gleichen Jahr wurde seine SPD-Mitgliedschaft aufgrund des damaligen Unvereinbarkeitsbeschlusses zwischen SPD und SDS in beiderseitigem Einvernehmen mit dem Landesverband Hamburg beendet. Anschließend studierte Schauer bis 1965 an der Universität Hamburg weiter. Von 1964 bis 1966 war er Bundesvorsitzender des SDS, Mitbegründer des Verbands der Kriegsdienstverweigerer und Sekretär des Kuratoriums „Notstand der Demokratie“ mit Sitz beim Vorstand der IG Metall bis zu dessen Auflösung im Sommer 1968.
Anfang der siebziger Jahre war Schauer mit Rainer Werner Fassbinder befreundet. In den acht Monaten von Fassbinders Intendanz am Frankfurter Theater am Turm war Schauer dort dessen Dramaturg, der den Schauspielern marxistische Grundkenntnisse vermittelte. Nachdem die Inszenierung des Fassbinder-Stückes „Der Müll, die Stadt und der Tod“ über den Frankfurter Häuserkampf nach Protesten und auf massiven Druck der Stadt hin abgesagt worden war, verließen Fassbinder und Schauer das Theater.
Schauer studierte anschließend an der Technischen Universität Hannover (1975–1977), wo er mit einer Magisterarbeit über die „Bedeutung der Arbeitsbedingungen im Arbeiterbewusstsein“ abschloss. Das Thema Arbeitsbedingungen stand auch im Zentrum seiner Forschungen am Soziologischen Forschungsinstitut Göttingen und seiner 1983 abgeschlossenen Dissertation zum Thema „Tarifvertragliche Regelungen der Verbesserung industrieller Arbeitsbedingungen“.
Von 1982 bis zum Eintritt in den Ruhestand 2001 war Helmut Schauer schließlich fast 20 Jahre lang in der Tarifabteilung der IG Metall tätig, zuletzt mit dem Schwerpunkt Koordinierung der europäischen Tarifpolitik. In den letzten Jahren seines Schaffens versuchte er immer drängender, in den europäischen Gewerkschaften, zuvorderst in der IG Metall, Europa als soziales und politisches Projekt der Zivilgesellschaft zu etablieren. Unermüdlich forderte er die europäischen Gewerkschaften auf, Protagonisten dieses Gegenmodells zum angelsächsischen Finanzmarktkapitalismus zu sein.
Helmut Schauer starb am 12. November 2001 in Frankfurt am Main. Er wurde auf dem dortigen Hauptfriedhof (Gewann D 426) beigesetzt.

## Schriften
- mit Hartmut Dabrowski, Uwe Neumann: Der Lohnrahmentarifvertrag II in der betrieblichen Praxis. Bericht über eine Erhebung bei Betriebsräten in der Metallindustrie von Nordwürttemberg/Nordbaden. Göttingen 1977.
- mit Helmut König, Bodo von Greiff (Hrsg.): Sozialphilosophie der industriellen Arbeit. In: Leviathan. Zeitschrift für Sozialwissenschaft. Sonderheft 11/1990. Westdeutscher Verlag, Opladen 1990.